# Aillwee Cave
Aillwee Cave (irsk: Pluaiseanna na hAille Buí) er en besøgshule, som ligger ca. 30 km syd for Galway i nærheden af Ballyvaughan På Irlands vestkyst i karstlandskabet Burren i County Clare. Hulen blev  ved et tilfælde i 1940 opdaget af den irske landmand Jacko McGann. Hans initialer kan man også i dag finde i hulen. Det galliske navn, Aillwee (An Aill Bhuí), betyder „gul klippe“. McGann fortalte først lige før sin død i 1970'erne om sin hemmelighed. 
En forskergruppe fra universitetet i Bristol undersøgte kort efter hulen, hvor man opdagede knoglerne af en Brun bjørn og bjørnens sovesteder. 
Hulen har været åbnet for offentligheden siden 1976. De besøgende kan gå en 1,3 km lang guidet tur gennem hulen, hvor man kan se Stalaktitter og Stalagmitter. Undervejs går turen forbi underjordiske vandfald.